# Yukinobu Hoshino
Yukinobu Hoshino (jap. 星野 之宣, Hoshino Yukinobu; * 29. Januar 1954 in Kushiro, Hokkaidō, Japan) ist ein japanischer Manga-Zeichner.

## Leben
Er studierte an der Aichi-kenritsu Geijutsu Daigaku (Präfekturkunsthochschule Aichi), einer Musik- und Kunsthochschule in der Präfektur Aichi. Seine erste Arbeit als professioneller Zeichner veröffentlichte er 1975 mit der Kurzgeschichte Kōtetsu no Queen in einer Sonderausgabe des Manga-Magazins Shōnen Jump. Im selben Jahr gewann er den neunten Tezuka-Preis des Shōnen-Jump-Magazins für seinen Comic Harukanaru Asa, der kurze Zeit später in einer Ausgabe des Magazins veröffentlicht wurde. Den nach Osamu Tezuka benannten Preis hatten zuvor bereits unter anderem Hiroshi Masumura und Yoshihiro Takahashi erhalten. Es folgten weitere kurze Mangas für den Shūeisha-Verlag. Blue City, das 1976 entstand, war seine erste aus mehreren Kapiteln bestehende Manga-Serie.
Gegen Anfang der 1980er Jahre begann er, für Seinen-Magazine zu arbeiten. Der aus mehreren Kurzgeschichten bestehende Band Saber Tiger erschien 1981 bei Futabasha, die titelgebende Kurzgeschichte bereits 1980 im Manga-Magazin Manga Action. 2001 Nights, das zwischen 1984 und 1986 in Super Action erstveröffentlicht wurde, wurde 1987 unter der Regie von Yoshio Takeuchi in einen 60-minütigen Anime verfilmt und zu einem der größten Erfolge Hoshinos. 2009 wurden Teile des Werks unter dem Namen To von Fumihiko Sori verfilmt. In dem ungefähr 750 Seiten langen Comic erzählt er von der Erschließung des Weltalls durch die Menschen. Für das über 1500-seitige Yamataika gewann er 1992 den Seiun-Preis, eine Auszeichnung für herausragende Science-Fiction-Mangas und -Bücher. Andere bekannte Comics aus Hoshinos Feder sind beispielsweise Blue Hole und Mirai no Futatsu no Kao, die beide im Mister Magazine beim Kodansha-Verlag erschienen, sowie Blue World und Moon Lost, die im Afternoon-Magazin veröffentlicht wurden. Mirai no Futatsu no Kao basiert auf dem Roman The Two Faces of Tomorrow des britischen Schriftstellers James P. Hogan. Von 2011 bis 2013 adaptierte er zwei weitere Romane von Hogan: Inherit The Stars als Hoshi o Tsugu Mono sowie Thrice Upon a Time als Mirai kara no Hotline. Für ersteren erhielt er 2013 abermals den Seiun-Preis.
Hoshino, der mit dem Manga-Zeichner Daijirō Morohoshi eng befreundet ist, ist bekannt für seine Science-Fiction-Comics, die zwar humoristische Elemente beinhalten, aber zeichnerisch vor allem von den ernsten und realistischen Gekigas beeinflusst sind. Auch US-amerikanische und europäische Romane waren Inspiration für den Zeichner. Er selbst beeinflusste unter anderem Kenji Tsuruta. Seine Werke sind unter anderem ins Englische, Deutsche, Italienische, Französische, Koreanische und Chinesische übersetzt worden.

## Werke (Auswahl)
- Kōtetsu no Queen (鋼鉄のクイーン), 1975
- Harukanaru Asa (はるかなる朝), 1975
- Blue City (ブルーシティー), 1976
- Saber Tiger (サーベル・タイガー), 1980–1981
- 2001 Nights (2001夜物語, 2001 Ya Monogatari), 1984–1986
- Yamataika (ヤマタイカ), 1986–1991
- Blue Hole (ブルーホール), 1991–1992
- Mirai no Futatsu no Kao (未来の二つの顔), 1993–1994
- Blue World (ブルーワールド), 1995–1998
- Munezo Kyoju Denkiko (宗像教授伝奇考), 1996–1999
- Kodoku Experiment (コドク・エクスペリメント), 1999–2001
- Moon Lost (ムーン・ロスト), 2003–2004
- Munakata Kyōju Ikōroku (宗像教授異考録), 2004–2010
- Hoshi o Tsugu Mono (星を継ぐもの), 2011–2012
- Mirai kara no Hotline (未来からのホットライン), 2012–2013